# 舒茨
舒茨是德国莱茵兰-普法尔茨州的一个市镇。总面积9.04平方公里，总人口138人，其中男性68人，女性70人（2011年12月31日），人口密度15人/平方公里。